# Hình học họa hình
Hình học họa hình, là môn học nghiên cứu cách biểu diễn các đối tượng không gian ba chiều bằng những yếu tố của mặt phẳng (hai chiều) như điểm, mặt phẳng, rồi dùng các yếu tố ấy để giải các bài toán không gian ban đầu.

## Mục đích của môn Hình học Hoạ hình

Ví dụ về việc sử dụng hình học họa hình để tìm khoảng cách giữa 2 đường xiên

Trong các trường kỹ thuật, môn Hình học Họa hình có mục đích cung cấp cho sinh viên với những kiến thức cơ bản để học môn vẽ kỹ thuật, đồng thời để phát triển khả năng tư duy không gian của sinh viên.
Hình học họa hình còn rèn luyện tư duy không gian cho các kỹ sư, kiến trúc sư, họa sĩ mỹ thuật công nghiệp để phát huy tính sáng tạo. Hình học họa hình được xem là môn học trừu tượng, rất khó với sinh viên kỹ thuật, xây dựng và kiến trúc.

## Nội dung học
Nội dung học bao gồm các phần như sau: Phép chiếu (Phép chiếu xuyên tâm, song song, thẳng góc); Điểm, đường thẳng, mặt phẳng; Các phép biến đổi hình chiếu, đường cong và mặt, giao tuyến hai mặt và các trường hợp về giao mặt bậc hai.